# Conjectura da colmeia

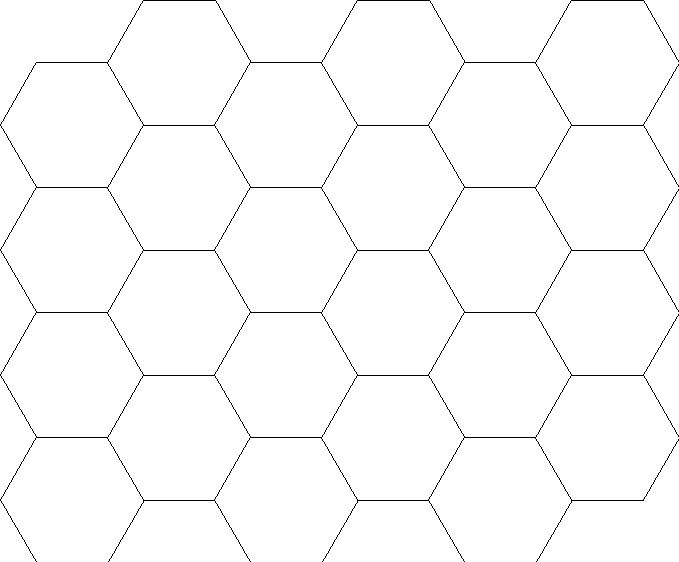
Um retículo hexagonal regular.

A conjectura da colmeia é um teorema matemático que afirma que uma malha hexagonal (retículo em forma de favo de colmeia de abelhas) é a melhor maneira de dividir uma superfície em regiões de igual área e com o mínimo perímetro total.